# سلمان الهرفي
سلمان محمد حسين الهرفي (أبو محمد؛ وُلد في 24 أبريل 1944 في بئر السبع) دبلوماسي فلسطيني، كان سفيرًا لدولة فلسطين لدى جنوب أفريقيا بين عامي 1995 و2005، ولدى تونس بين عامي 2006 و2015، ولدى فرنسا بين عامي 2015 و2021. يعمل حاليًا مستشارًا للرئيس الفلسطيني لشؤون إفريقيا.

## حياته الشخصية
تُوفيت زوجته في 27 نوفمبر 2020.